# Partito Autonomista
Il Partito Autonomista fu il partito dominante la scena politica dalmata fino agli anni '70 del XIX secolo, costituito da quel gruppo di politici locali che intendeva mantenere l'autonomia del Regno di Dalmazia all'interno dell'Impero austro-ungarico, rifiutandone l'unificazione col Regno di Croazia e Slavonia. Alla fine del secolo, anche nella città quarnerina di Fiume sorse un Partito Autonomista.

## Gli autonomisti dalmati
Tradizionalmente legato all'idea di nazione dalmata propugnata da Nicolò Tommaseo nella prima metà del secolo e considerata come punto d'incontro del mondo latino col mondo slavo, inizialmente il partito autonomista attirò le simpatie anche di una parte degli slavo-dalmati, pur mantenendo un'indiscussa apertura verso il mondo culturale italiano.
La nascita del Partito del Popolo detto anche Partito Popolare croato (Narodna stranka - si può anche tradurre con Partito Nazionale), che richiedeva l'unione fra Dalmazia e Croazia, negava l'esistenza stessa di una componente italiana in Dalmazia e invocava l'eliminazione dell'uso dell'italiano nella vita pubblica e la croatizzazione delle scuole, spinse sempre più gli autonomisti ad identificare sé stessi come italiani, fino ad approdare all'irredentismo.
Gli autonomisti - che fino al 1870 governavano quasi tutte le località più importanti della costa e delle isole dalmate ed avevano la maggioranza nella Dieta della Dalmazia - con le modificazioni delle leggi elettorali in senso più democratico videro sempre più erodersi il proprio potere: allo scoppio della prima guerra mondiale solo il comune di Zara era rimasto ancora governato da un autonomista.

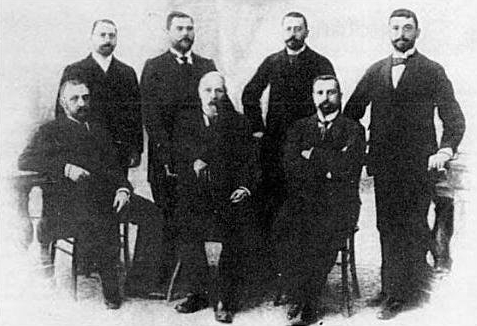
Alcuni dei capi del Partito Autonomista (1900 ca.). Da sinistra in piedi: Stefano Smerchinich, Luigi Ziliotto, Giovanni Lubin, Roberto Ghiglianovich. Seduti: il conte Marino Bonda, Nicolò Trigari, Ercolano Salvi

Fra i principali esponenti del partito, vanno ricordati (in ordine alfabetico):
- A Cittavecchia di Lesina: Giovanni Botteri
- A Curzola: Giovanni Smerchinich, Stefano Smerchinich
- A Dernis: Melchiorre Difnico
- A Lesina: Giovanni Battista Machiedo, Girolamo Machiedo
- A Macarsca: Giacomo Vucovic
- A Ragusa: Giovanni Avoscani, Marino Bonda, Orsatto Bonda, Francesco Ghetaldi-Gondola, Luigi Serragli
- A Scardona: Natale Krekich, Giovanni Marassovich (bilingue slavo/italiano)
- A Sebenico: Simone Bujas, Emanuele Fenzi, Federico Antonio Galvani, Luigi Pini
- A Signo: Girolamo Italo Boxich (poi spostatosi a Zara), Luigi Lapenna (poi spostatosi a Zara)
- A Spalato: Girolamo Alesani, Antonio Bajamonti, Vincenzo Degli Alberti, Giovanni Devich, Leonardo Dudan, Giorgio Giovannizio, Simeone de Michieli Vitturi, Leonardo Pezzoli, Giuseppe Piperata, Antonio Radman, Ercolano Salvi, Antonio Tacconi, Ildebrando Tacconi
- A Traù: Antonio Fanfogna, Giovanni Fanfogna, Giovanni Lubin, Luigi Nutrizio
- A Verlicca: Alessandro Dudan (poi spostatosi a Spalato)
- A Zara: Cosimo de Begna Possedaria, Lorenzo Benevenia, Vittorio Bioni, Antonio Cippico, Raimondo Desanti, Vincenzo Duplancich, Natale Filippi, Giacomo Ghiglianovich (padre di Roberto, capo del partito nella fase irredentista), Stefano Knezevich (vescovo serbo-ortodosso della città), Spiridione Petrovich (di etnia serba), Giovanni Salghetti-Drioli, Antonio Smirich, Niccolò Trigari, Luigi Ziliotto

## Gli autonomisti fiumani
Uno sviluppo politico analogo, ma indipendente, si verificò a Fiume, ove Michele Maylender, reclamando una maggiore autonomia dal governo centrale ungherese di Dezső Bánffy, fondò nel 1896 un partito autonomista locale, denominato Associazione Autonoma o Partito Autonomo Fiumano. Pur senza riferirsi esplicitamente all'esperienza dalmata, gli autonomisti fiumani (che leggevano ampiamente gli scritti di Tommaseo e Bajamonti) ebbero obiettivi molto simili a quelli degli autonomisti dalmati: difesa della tradizionale autonomia della città e opposizione all'incorporazione diretta di Fiume nel Regno di Croazia e Slavonia. Come a Zara, il Partito Autonomo ebbe posizioni di potere fino allo scoppio della prima guerra mondiale e poi nella breve esperienza dello Stato Libero di Fiume. Entrambe le città - pur se reclamate al tavolo della pace dal neonato Regno dei Serbi, Croati e Sloveni - vennero in seguito assegnate al Regno d'Italia. Tra i principali esponenti degli autonomisti fiumani si ricordano Riccardo Zanella, Mario Blasich, Giuseppe Sincich e Nevio Skull.